# Hiệp Lợi
Hiệp Lợi là một phường thuộc thành phố Ngã Bảy, tỉnh Hậu Giang, Việt Nam.

## Địa lý
Phường Hiệp Lợi nằm ở phía tây thành phố Ngã Bảy, có vị trí địa lý:
- Phía đông giáp xã Đại Thành
- Phía tây và phía bắc giáp huyện Phụng Hiệp
- Phía nam giáp phường Lái Hiếu và phường Ngã Bảy.

Phường Hiệp Lợi có diện tích 14,05 km², dân số năm 2019 là 9.435 người, mật độ dân số đạt 672 người/km².

## Hành chính
Phường Hiệp Lợi được chia thành 6 khu vực: Láng Sen, Láng Sen A, Xẻo Vông, Xẻo Vông A, Xẻo Vông B, Xẻo Vông C.

## Lịch sử
Ngày 26 tháng 7 năm 2005, Chính phủ ban hành Nghị định số 98/2005/NĐ-CP về việc thành lập xã Hiệp Lợi thuộc thị xã Ngã Bảy trên cơ sở điều chỉnh 1.515,73 ha diện tích tự nhiên và 7.986 nhân khẩu của xã Phụng Hiệp.
Ngày 27 tháng 10 năm 2006, Chính phủ ban hành Nghị định số 124/2006/NĐ-CP về việc đổi tên thị xã Tân Hiệp thành thị xã Ngã Bảy và xã Hiệp Lợi trực thuộc thị xã Ngã Bảy.
Ngày 10 tháng 1 năm 2020, Ủy ban Thường vụ Quốc hội ban hành Nghị quyết số 869/NQ-UBTVQH14 về việc:
- Thành lập phường Hiệp Lợi trên cơ sở toàn bộ 14,05 km² diện tích tự nhiên và 9.435 người của xã Hiệp Lợi thuộc thị xã Ngã Bảy
- Đồng thời chuyển thị xã Ngã Bảy thành thành phố Ngã Bảy thuộc tỉnh Hậu Giang và phường Hiệp Lợi trực thuộc thành phố Ngã Bảy.